# Tratado de Jay
El Tratado de Jay, también conocido como tratado de Londres de 1794, fue un tratado internacional entre Estados Unidos y el Reino de Gran Bretaña para resolver las diferencias entre ambos países surgidas a raíz de la guerra de la Independencia. A los partidarios de Jefferson no les gustó el tratado pero fue aprobado por el Congreso y contribuyó a la formación de los primeros partidos políticos. Fue firmado en el mes de noviembre de 1794 y entró en vigor en 1795. Fue negociado por John Jay y William Wyndham Grenville.
En el tratado se incluyó la entrega en 1796 de una serie de fuertes a los EE. UU, entre los cuales estaban: Mackinac Island (Míchigan), Fort Shelby y Fort Detroit.
El tratado, además de evitar la guerra entre ambas naciones, dio paso a una década de comercio pacífico en medio de las convulsiones producidas en Europa como consecuencia de la Revolución francesa. 